# ジョヴァンニ・ベネデット・プラッティ
ジョヴァンニ・ベネデット・プラッティ（Giovanni Benedetto Platti, 1697年7月9日 - 1763年1月11日）は、イタリアの作曲家・オーボエ奏者。

## 生涯
パドヴァ出身。イタリアで声楽・オーボエ・ヴァイオリンなどの音楽を学んだ。シエーナにいたときには1711年にバルトロメオ・クリストフォリが発明したばかりのフォルテピアノのためのソナタを作曲している。
1722年、音楽を愛好したバンベルクとヴュルツブルクの領主司教ヨハン・フィリップ・フランツ・フォン・シェーンボルン（在位1719年-1724年）の宮廷楽団にオーボエ奏者として招かれ、さらに弟のフリードリヒ・カール・フォン・シェーンボルン（在位1729年-1746年）にもヴァイオリニスト、歌手、声楽教師として仕え、バンベルクで生涯を終えた。
1723年には宮廷歌手のテレジア・ランプルッカーと結婚し、8人の子をもうけた。

## 作品
- ミサ曲ヘ長調
- スターバト・マーテル・ドロローサ
- 6つのフルート・ソナタ Op.3
- 6つのハープシコード・ソナタ Op.4
- 6つの合奏協奏曲 Op.5（アルカンジェロ・コレッリの主題による）